# Cornutorogas orientalis
Cornutorogas orientalis är en stekelart som beskrevs av Chen och Sergey A. Belokobylskij 2004. Cornutorogas orientalis ingår i släktet Cornutorogas och familjen bracksteklar. Inga underarter finns listade i Catalogue of Life.